# Froncles-Buxières
Pour les articles homonymes, voir Froncles (homonymie) et Buxières.
Ancienne commune de la Haute-Marne, Froncles-Buxières a existé de 1972 à 1974. Elle a été créée en 1972 par la fusion des communes de Buxières-lès-Froncles et de Froncles. En 1974, elle a fusionné avec la commune de Provenchères-sur-Marne pour former la nouvelle commune de Froncles.

## Toponymie
Froncles est attesté sous les formes Ferronclae (1179-1193) ; Buxières, Ferroncles, « qui est toute une parroiche » (1447) ; Ferroncle (1502) ; Feroncles (1628) ; Froncles (1699).

Du bas latin ferrum et le suffixe -unculae, qui a dû signifier : « ateliers du fer, fonderie de fer, forges ».
Buxières est attesté sous les formes Ecclesia de Buseriis en 1169, Ecclesia de Burxeriis en 1170, Buxeires et Buxieres-sur-Marne en 1305, Bussière en 1419, Buxières en 1447, Bussières en 1628, Buxières les Feroncles en 1700, Buxierre-les-Froncles en 1769, Buxieres les Feroncles en 1793, Buxières en 1801.

Buxières tire son nom d'une plante, le « buis » (buxus en latin), qui couvrait autrefois une partie du territoire.